# 585 pr. n. št.

## Dogodki
- - Zgodi se Sončev mrk, ki ga je napovedal grški filozof Tales, eden od sedmerice modrih.